# Château Grimaldi (Puyricard)

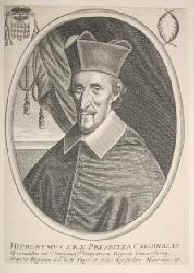
Girolamo Grimaldi-Cavalleroni (1597 - 1685). Grimaldi a transformé le château en ruines à Puyricard en un palais épiscopal

Le château Grimaldi à Puyricard, près d'Aix-en-Provence est un manoir construit sur les ruines d'un château du XVIe siècle appartenant aux archevêques de Puyricard. La chapelle originale du château est construite dans style roman. Entre 1655 et 1685, le château servit de résidence du Cardinal Archevêque Girolamo Grimaldi-Cavalleroni,, qui avait reconstruit le château, en ruines depuis 70 ans. Le château étant la résidence d'un archevêque, on y fait parfois référence comme un "palais episcopal". Le terme de "palais", quelle que soit la taille du bâtiment, autre qu'épiscopal, n'est pas couramment utilisé en Europe pour tout bâtiment rural.

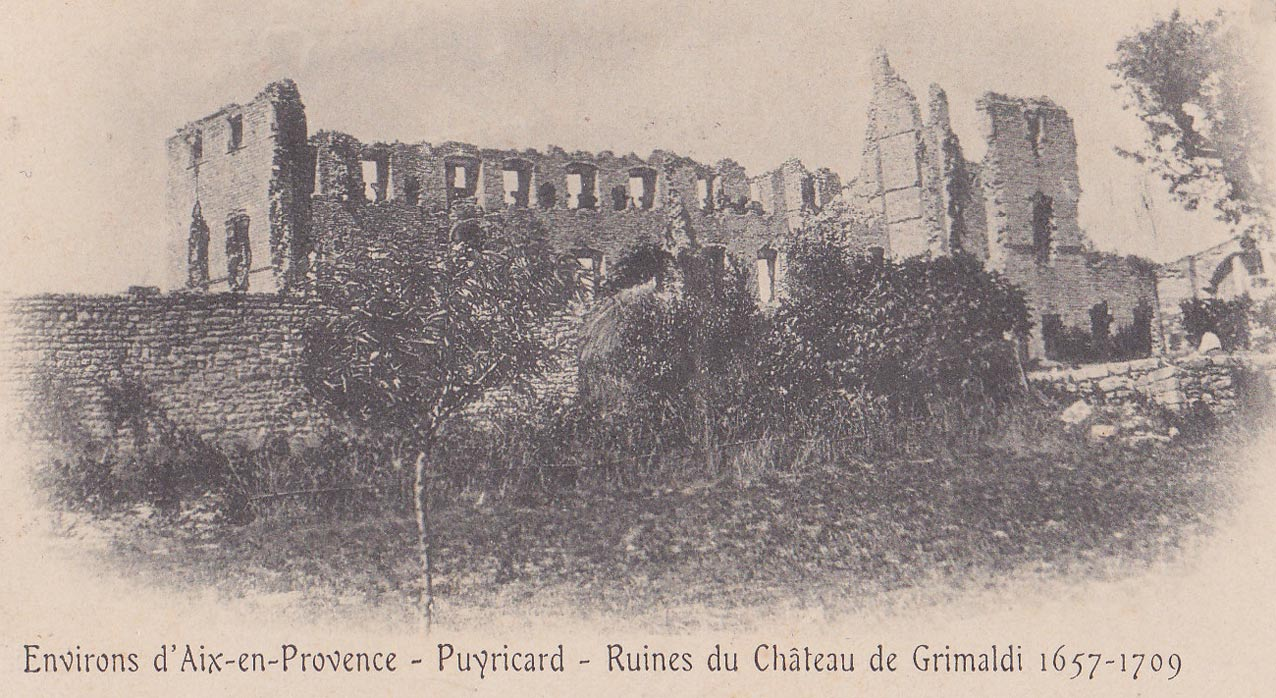
Les ruines du château en 1908

L'ancien château avait été le siège ancestral des Princes des Baux, dont il passa aux Archevêques de Puyricard. Au cours du XVIIe siècle, l'archevêque Jérôme de Grimaldi a fait réaliser de nouveaux plans pour la restauration sur la base de ceux de Palazzo Farnese. La façade principale a été divisée par des pilastres entre lesquels il était dit qu'il y avait 365 fenêtres. Le palais a coûté 2 millions de livres à construire entre 1657 et 1678 ; il ne durera pourtant qu'un peu plus de 50 ans. En 1709, le palais fût démoli, seuls quelques murs survécurent aux explosions de poudre nécessaires pour démolir les murs épais.
La structure actuelle construite à l'intérieur des murs est un peu plus tardive que celle des ruines du château, qui est en fait un peu plus grand qu'une grande ferme. La façade principale se compose de sept travées, avec une entrée centrale. Construit sur trois étages, avec le dernier étage dévolu au personnel de service, le bâtiment est coiffé d'un toit en terre cuite à faible pente, qui trahit les origines modestes du "château". S'il avait été construit comme un château, son toit aurait été dissimulé, ou aurait été très visible dans le style Renaissance.